# Philip Henry Stanhope, 4:e earl Stanhope

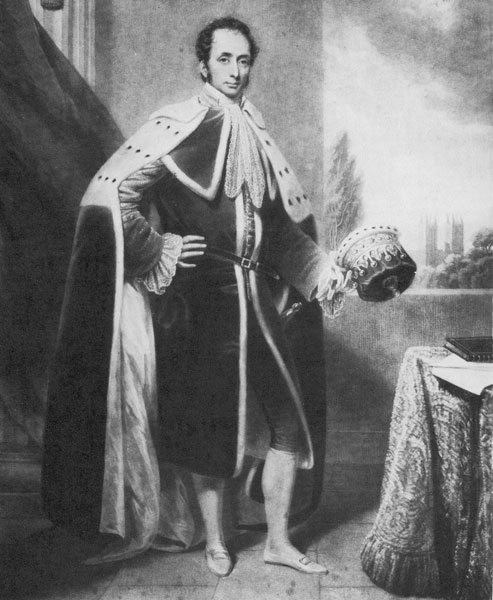
Philip Henry Stanhope, 4:e earl Stanhope.

Philip Henry Stanhope, 4:e earl Stanhope, född den 7 december 1781, död den 2 mars 1855, var en brittisk peer, son till Charles Stanhope, 3:e earl Stanhope, halvbror till lady Hester Stanhope, far till Philip Henry Stanhope, 5:e earl Stanhope.
Stanhope, som var ledamot av underhuset 1806-16 och därefter övergick till överhuset, ärvde sin fars naturvetenskapliga intressen; mest bekant är han genom det beskydd han gav Kaspar Hauser. 